# 이성 (당나라)
이성(李成, 919년~967년)은 중국 오대 십국 시대와 송나라의 화가이다. 자(字)는 함희(咸熙), 장안에서 산둥의 영구(營丘)로 옮겨서 이영구(李營丘)라고도 한다. 북방계(北方系) 산수화의 원조이다.
험준하게 우뚝 솟은 산들, ‘천리원(千里遠)’이라 말하는 끝없이 펼쳐진 평야와 게(蟹)의 발톱, 사슴의 뿔을 닮은 수목 등, 화북(華北) 황토지대의 경치를 ‘먹(墨)을 아끼기를 금과 같이’라고 평해진 담묵(淡墨)으로 묘사해 냈다.

## 작품

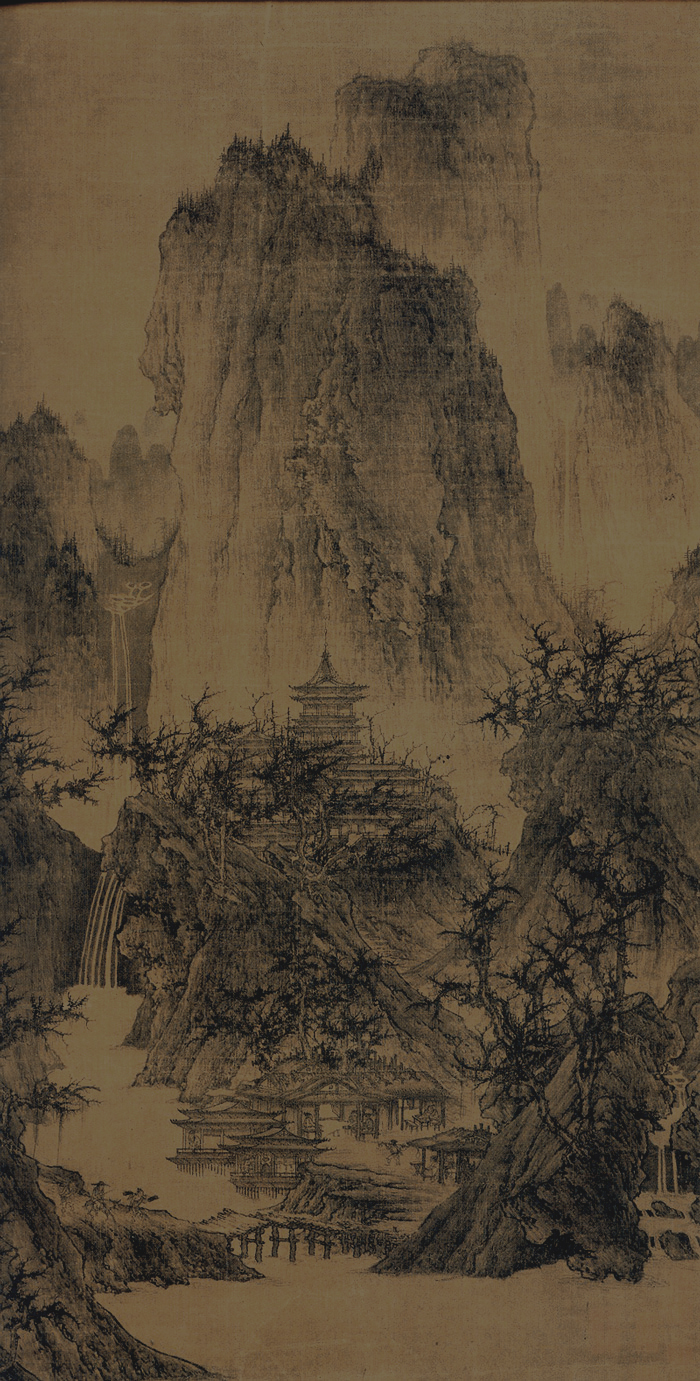
정만소사도(睛巒蕭寺圖)
무림원수도(武林遠岫圖)

## 같이 보기
- 중국화 (회화)
- 중국의 미술